# Raeford (Karolina Północna)
Raeford – miasto w Stanach Zjednoczonych, w stanie Karolina Północna, siedziba administracyjna hrabstwa Hoke.